# Yoma
Yoma es un género de lepidópteros de la subfamilia  Nymphalinae en la familia Nymphalidae que se encuentra en el sudeste de Asia.

## Especies[2]
- Yoma algina (Boisduval, 1832)
- Yoma sabina (Cramer, 1780)